# Lotto Soudal 2017
Questa voce raccoglie le informazioni riguardanti la squadra ciclistica Lotto Soudal nelle competizioni ufficiali della stagione 2017.

## Organico

### Staff tecnico
GM=General manager, DS=Direttore sportivo.
|  | Naz.              | Ruolo | Sportivo           |  |  |  |
|  | ----------------- | ----- | ------------------ |  |  |  |
|  | Belgio (bandiera) | GM    | Marc Sergeant      |  |  |  |
|  | Belgio (bandiera) | DS    | Mario Aerts        |  |  |  |
|  | Belgio (bandiera) | DS    | Herman Frison      |  |  |  |
|  | Belgio (bandiera) | DS    | Bart Leysen        |  |  |  |
|  | Belgio (bandiera) | DS    | Kurt Van De Wouwer |  |  |  |
|  | Belgio (bandiera) | DS    | Marc Wauters       |  |  |  |
|  | Belgio (bandiera) | DS    | Frederik Willems   |  |  |  |

### Rosa
|  | Naz.                   |  | Sportivo           | Anno |  |  |
|  | ---------------------- |  | ------------------ | ---- |  |  |
|  | Belgio (bandiera)      |  | Sander Armée       | 1985 |  |  |
|  | Danimarca (bandiera)   |  | Lars Bak           | 1980 |  |  |
|  | Belgio (bandiera)      |  | Tiesj Benoot       | 1994 |  |  |
|  | Belgio (bandiera)      |  | Kris Boeckmans     | 1987 |  |  |
|  | Belgio (bandiera)      |  | Sean De Bie        | 1991 |  |  |
|  | Belgio (bandiera)      |  | Jasper De Buyst    | 1993 |  |  |
|  | Belgio (bandiera)      |  | Bart De Clercq     | 1986 |  |  |
|  | Belgio (bandiera)      |  | Thomas De Gendt    | 1986 |  |  |
|  | Belgio (bandiera)      |  | Jens Debusschere   | 1989 |  |  |
|  | Belgio (bandiera)      |  | Frederik Frison    | 1992 |  |  |
|  | Francia (bandiera)     |  | Tony Gallopin      | 1988 |  |  |
|  | Germania (bandiera)    |  | André Greipel      | 1982 |  |  |
|  | Australia (bandiera)   |  | Adam Hansen        | 1981 |  |  |
|  | Paesi Bassi (bandiera) |  | Moreno Hofland     | 1991 |  |  |
|  | Belgio (bandiera)      |  | Nikolas Maes       | 1986 |  |  |
|  | Polonia (bandiera)     |  | Tomasz Marczyński  | 1984 |  |  |
|  | Belgio (bandiera)      |  | Remy Mertz         | 1995 |  |  |
|  | Belgio (bandiera)      |  | Maxime Monfort     | 1983 |  |  |
|  | Belgio (bandiera)      |  | Jürgen Roelandts   | 1985 |  |  |
|  | Belgio (bandiera)      |  | James Callum Shaw  | 1993 |  |  |
|  | Germania (bandiera)    |  | Marcel Sieberg     | 1982 |  |  |
|  | Spagna (bandiera)      |  | Rafael Valls       | 1987 |  |  |
|  | Belgio (bandiera)      |  | Tosh Van Der Sande | 1990 |  |  |
|  | Belgio (bandiera)      |  | Jelle Vanendert    | 1985 |  |  |
|  | Belgio (bandiera)      |  | Louis Vervaeke     | 1993 |  |  |
|  | Belgio (bandiera)      |  | Jelle Wallays      | 1989 |  |  |
|  | Belgio (bandiera)      |  | Tim Wellens        | 1991 |  |  |
|  | Belgio (bandiera)      |  | Enzo Wouters       | 1996 |  |  |

## Palmarès

### Corse a tappe
World Tour
- Parigi-Nizza

5ª tappa (André Greipel)
- Giro d'Italia

2ª tappa (André Greipel)
- Critérium du Dauphiné

1ª tappa (Thomas De Gendt)
- BinckBank Tour

6ª tappa (Tim Wellens)
- Vuelta a España

6ª tappa (Tomasz Marczyński)
12ª tappa (Tomasz Marczyński)
18ª tappa (Sander Armée)
19ª tappa (Thomas De Gendt)
- Tour of Guangxi

4ª tappa (Tim Wellens)
Classifica generale (Tim Wellens)
Continental
- Étoile de Bessèges

5ª tappa (Tony Gallopin)
- Volta ao Algarve

5ª tappa (André Greipel)
- Vuelta a Andalucía

5ª tappa (Tim Wellens)
- Quatre Jours de Dunkerque

1ª tappa (Jens Debusschere)
- Giro del Belgio

5ª tappa (Jens Debusschere)
- Tour de Wallonie

2ª tappa (Jasper De Buyst)

### Corse in linea
Continental
- Trofeo Porreres-Felanitx-Ses Salines-Campos (André Greipel)
- Trofeo Andratx-Mirador d'Es Colomer (Tim Wellens)
- Trofeo Serra de Tramuntana (Tim Wellens)
- Heistse Pijl (Jasper De Buyst)
- Grote Prijs Stad Zottegem (Jasper De Buyst)
- Grand Prix de Wallonie (Tim Wellens)
- Omloop Eurometropool (André Greipel)
- Binche-Chimay-Binche (Jasper De Buyst)
- Famenne Ardenne Classic (Moreno Hofland)

## Classifiche UCI

### Calendario mondiale UCI
Individuale
Piazzamenti dei corridori della Lotto Soudal nella classifica individuale dell'UCI World Tour 2017.
| Pos. | Ciclista           | Punti |
| ---- | ------------------ | ----- |
| 21   | Tim Wellens        | 1 326 |
| 43   | Tony Gallopin      | 853   |
| 47   | André Greipel      | 788   |
| 76   | Tiesj Benoot       | 541   |
| 105  | Rafael Valls       | 313   |
| 111  | Tomasz Marczyński  | 292   |
| 112  | Thomas De Gendt    | 285   |
| 139  | Sander Armée       | 172   |
| 150  | Jens Debusschere   | 154   |
| 158  | Maxime Monfort     | 139   |
| 160  | Jelle Vanendert    | 132   |
| 195  | Nikolas Maes       | 93    |
| 242  | Jürgen Roelandts   | 60    |
| 253  | Tosh Van Der Sande | 53    |
| 264  | Bart De Clercq     | 58    |
| 271  | Jelle Wallays      | 44    |
| 279  | Lars Bak           | 41    |
| 318  | Jasper De Buyst    | 25    |
| 322  | Louis Vervaeke     | 24    |
| 327  | Marcel Sieberg     | 24    |
| 328  | Adam Hansen        | 24    |
| 356  | James Callum Shaw  | 15    |
| 375  | Sean De Bie        | 11    |
| 390  | Moreno Hofland     | 8     |
| 430  | Frederik Frison    | 1     |

Squadra
La squadra Lotto Soudal ha chiuso in tredicesima posizione con 5 466 punti.